# Сергиенко, Василий Николаевич
Сергиенко Василий Николаевич (23 апреля 1956 — 4 апреля 2014) — украинский журналист, поэт, социолог, общественный деятель. Сергиенко похитили, пытали и убили во время Евромайдана. Герой Украины (2014, посмертно).

## Биография
Значительную часть жизни прожил в Запорожье. Работал в областных газетах Черкасской области, Запорожья, писал для киевских изданий. Автор научных работ по социологии, поэтических сборников. С 2009 года проживал в городе Корсунь-Шевченковский Черкасской области. Готовился к защите кандидатской диссертации.
С 1990-х годов был членом Украинской республиканской партии, входил в состав Центральной контрольно-ревизионной комиссии партии. Был заместителем председателя Народного Совета Корсунщины, возглавлял местное отделение УРП.
Был активным участником Революции достоинства, зимой 2013—2014 годов неоднократно ездил на Майдан Независимости в Киеве.
4 апреля 2014 года был избит и похищен со двора собственного дома в городе Корсунь-Шевченковский. На следующий день тело было найдено в 15 километрах от города в лесу с наручниками на руках и следами жестоких пыток.
Похоронен в городе Корсунь-Шевченковский Черкасской области.

## Награды и память
- Звание Герой Украины с вручением ордена «Золотая Звезда» (21 ноября 2014, посмертно) — за гражданское мужество, патриотизм, героическое отстаивание конституционных принципов демократии, прав и свобод человека, самоотверженное служение Украинскому народу, обнаруженные во время Революции достоинства[1]
- Медаль «За жертвенность и любовь к Украине» (УПЦ КП, июнь 2015) (посмертно)[2]
- В память о Василии Сергиенко в Запорожье была переименована улица Заднепровская в Хортицком районе[3].